# مانشوک مامتووا
مانشوک مامتووا (قزاقی: Мәншүк Жиенғалиқызы Мәметова؛ ۲۳ اکتبر ۱۹۲۲ – ۱۵ اکتبر ۱۹۴۳) مسلسل‌چی تیپ ۱۰۰ لشکر ۲۱ تفنگداران گارد از سپاه ۳ هجومی در جبهه کالینین در جنگ جهانی دوم بود. او نخستین زن قزاق بود که نشان قهرمان اتحاد شوروی را پس از مرگش در ۱ مارس ۱۹۴۴ به دست آورد.

## زندگی‌نامه

### کودکی و جوانی
مامتووا در ناحیه اورال که امروز قزاقستان نامیده می‌شود به دنیا آمد و والدینش او را به یکی از آشنایانشان که فرزندی نداشت سپردند. مامتووا در آلماتی بزرگ شد و پدرخوانده‌اش که او را تشویق به تحصیل پزشکی نموده بود قربانی پاکسازی بزرگ گشت. پس از پایان مدرسه مامتووا همراه با کار به عنوان منشی به تحصیل پرستاری پرداخت و برای آموزش بیشتر در دانشگاه ملی پزشکی قزاقستان پذیرفته شد. با آغاز تهاجم آلمان نازی به شوروی مامتووا تقاضای پیوستن به ارتش سرخ را نمود اما از ورود او امتناع شد، پس او به ادامه تحصیلات پزشکی پرداخت و کار با اسلحه را نیز فراگرفت.

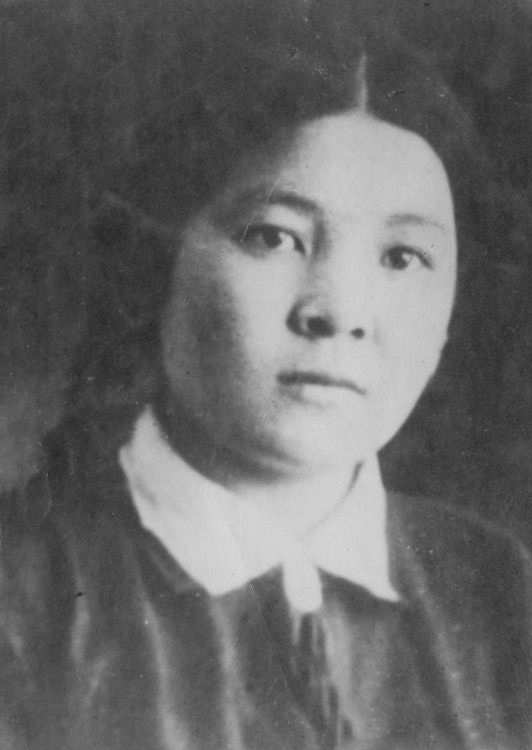
مامتووا در سال ۱۹۳۷ میلادی

### خدمت نظامی
پس از تلاش‌های بسیار مامتووا نهایتاً در سپتامبر ۱۹۴۲ در ارتش سرخ به عنوان کارمند سرفرماندهی پذیرفته شد و سپس علی‌رغم درخواستش برای پیوستن به واحدهای رزمی او را را برای پرستاری به بیمارستان میدانی فرستادند. در آنجا او علاوه بر پرستاری کار با مسلسل ماکسیم را نیز فرا گرفت. پس از آنکه فرمانده یگان از مامتووا آزمون تیراندازی گرفت و او را تأیید کرد به تیپ ۱۰۰ تفنگداران که به تیپ ۱۰۰ تفنگداران قزاق معروف بود (چون ۸۶ درصد اعضا تیپ قزاق بودند) منتقل شد. مامتووا عاشق یک مسلسل‌چی دیگر به نام نورکین خوساینف شد اما هیچ‌وقت این مسئله را با او در میان نگذاشت و تنها با دوستان نزدیک خود در این باره صحبت کرده بود. هر دو این‌ها در ۱۵ اکتبر ۱۹۴۳ در نفل کشته شدند. مامتووا در طول جنگ هیچگاه از سلاح خود جدا نگشت و احترام هم خدمتی‌های خود را کسب نمود.

### ایستادگی تا پای جان
در نفل درگیری شدیدی میان آلمانی‌ها و ارتش سرخ درگرفت. در ۱۵ اکتبر ۱۹۴۳ مامتووا همراه با بقیه یگانش از تپه‌ای با اهمیت عقب‌نشینی نکرد و به جنگیدن ادامه داد. نیروهای آلمانی موقعیت او را مورد هدف قرار دادند اما مامتووا علی‌رغم آسیب‌هایی که دیده بود هنوز به جنگیدن ادامه می‌داد. با وجود آنکه دیگر سربازان از مامتووا می‌خواستند عقب‌نشینی کند او می‌گفت که عقب‌نشینی او باعث پیشروی بیشتر آلمانی‌ها و مرگ سربازان دیگر می‌شود. در نهایت مامتووا در اثر شدت جراحت خود جان سپرد. تخمین زده می‌شود که آن روز او نزدیک به ۷۰ سرباز آلمانی را کشته باشد. جسد مامتووا پس از بازپس‌گیری نفل توسط سربازان ارتش سرخ کشف شد و در همان‌جا یادواره‌ای برای شجاعت و دلاوری او ساخته شد.
پس از ایستادگی تا پای جان داستان مامتووا توسط بازماندگان یگان او پخش شد و نشان قهرمان اتحاد شوروی پس از مرگش به او داده شد. امروز مجسمه‌ای از او به همراه عالیه مولداگولوا و خیواز دوسپانوا با نام «دختران سربلند ملت قزاق» در قزاقستان وجود دارد. در زمان شوروی فیلمی در سال ۱۹۶۹ از زندگی مامتووا ساخته شد که نقش مامتووا را در آن ناتالیا آرینباسارووا بازی می‌کرد. امروزه خیابان‌ها و اماکن بسیاری در سرتاسر قزاقستان به نام مامتووا وجود دارد و تمبرهای به یاد او در قزاقستان و شوروی منتشر شدند.

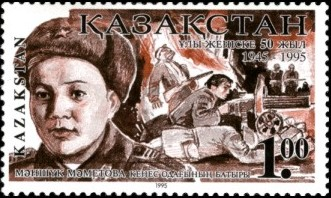
تمبر یادبود مامتووا در قزاقستان، ۱۹۹۵ میلادی
مبر یادبود مامتووا در قزاقستان، ۲۰۱۵ میلادی
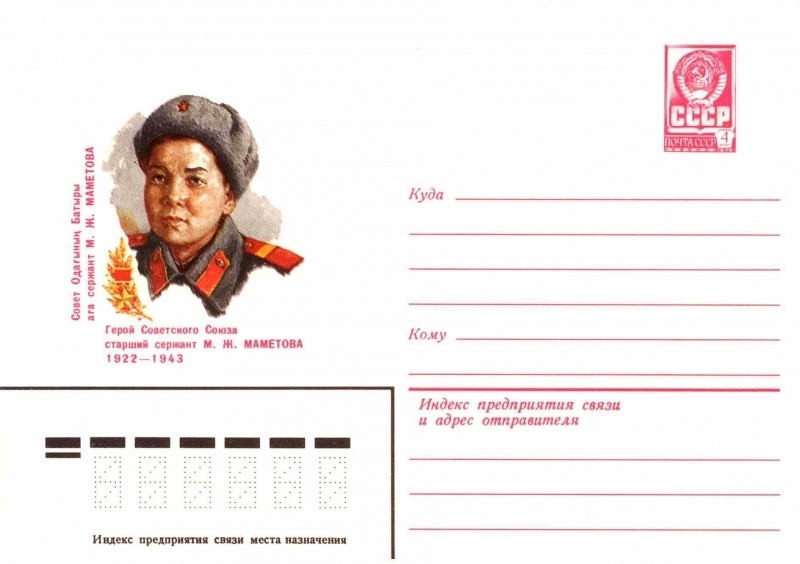
لفاف نامه دوران شوروی با تصویر مامتووا